# Jan Stanisław Wojciechowski
Jan Stanisław Wojciechowski (ur. w 1948 w Poznaniu) – artysta, krytyk sztuki, animator kultury i kulturoznawca, wykładowca akademicki (dr hab.). Twórca obiektów rzeźbiarskich i aranżacji przestrzennych; posługuje się również fotografią. Kieruje projektami społecznymi, artystycznymi i naukowymi. Pisze artykuły, eseje i książki na temat praktyk i idei artystycznych, przemian kulturowych i filozofii kultury.
Wystawia prace od lat 70. Jego prace znajdują się w zbiorach prywatnych w Polsce i za granicą oraz w Muzeum Narodowym w Warszawie, Krakowie, Poznaniu, Wrocławiu, Muzeum Sztuki w Łodzi, kolekcji Galerii Studio, CRP w Orońsku.
Profesor nadzwyczajny Uniwersytetu Kardynała Stefana Wyszyńskiego, kierownik Katedry Antropologii Kultury, Członek Polskiej Akademii Umiejętności; adiunkt Instytutu Kultury Wydziału Zarządzania i Komunikacji Społecznej Uniwersytetu Jagiellońskiego.